# Wedell Østergaard
Wedell Poul Østergaard (født 7. maj 1924 i Gentofte, død 21. marts 1995 smst.) var en cykelrytter fra Danmark.

## Karriere
I 1949 vandt han DM i landevejscykling, og i 1950 og 1952 blev det til sølvmedalje ved de danske mesterskaber. Ved Sommer-OL 1952 endte han på 37. pladsen i linjeløb.

## Privat
Han var far til Flemming “Don Ø” Østergaard.